# Атанас Кузев
Атанас Димитров Кузев е български политик, кмет на община Девня.

## Биография
Атанас Кузев е роден на 26 юли 1971 година в град Варна, Народна република България. Завършил е специалност „Екология и опазване на околната среда“.

### Политическа кариера
През 2007 година е избран за кмет на град Девня.

#### Избори
На местните избори през 2007 година е избран като назевисим кандидат за кмет, подкрепен от ГЕРБ и БСП. На първи тур е втори, като получава 28,29 %, преди него е Васил Иванов от НДСВ с 33,61 %. На балотажа побеждава с 53,27 %.
На местните избори през 2011 година е избран като кандидат от ГЕРБ. На първи тур е втори, като получава 30,53 %, преди него е Васил Иванов от коалиция „Коалиция за Девня“ (Българска нова демокрация, ДСБ, ЛИДЕР) с 31,93 %. На балотажа побеждава с 53,02 %.
Умира на 29 септември 2023 г. след продължителни здравословни усложнения вследствие на прекаран инсулт. Погребан е в гробищния парк на село Манастир, област Варна.